# Comitatul Judith Basin, Montana
Judith Basin County este un comitat situat în statul Montana din SUA. Se întinde pe o suprafață de 4.845 km² din care 2 km² reprezintă apă. Comitatul avea în anul 2000 circa 2300 de locutori.

## Date demografice
Situația demografică după recensământului din anul 2000:
- 2.329 loc. cu densitatea de mai puțin de 1 loc./km²
- 661 familii
- 1,325 gospodării
- 98.63% sunt albi
- 0.04% afroamericani
- 0.34% amerindieni
- 0.09% asiatici
- 0.04% alte grupări etnice
- 0.86% mulatri și metiși
- 0.56% latino americani

Coordonate: 47° 2′ N, 110° 16′ W

## Localități

### Orașe mari
- Hobson

### Orașe
- Stanford

### Alte localități
- Geyser
- Moccasin
- Raynesford
- Utica
- Windham